# شآبيب (رواية)
شآبيب رواية  للكاتب المصري أحمد خالد توفيق، صدرت عام 2018م.

## القصة
«هذه ليست حربًا لكنها تدانيها في الخطورة والأهمية. الهدف الاستراتيجي واضح جلي، لكنه يحتاج إلى مبرر أخلاقي وتاريخي. الوسيلة لن تكون نظيفة تمامًا لكن الغاية مبررة ومحترمة. القليل من الماكيافيللية لن يضر أحدًا... كلهم من العرب المقيمين في الولايات، قال لهم: - أريد تاريخًا مزيفًا!»
حلم واحد كان يلاحق مكرم؛ الأستاذ في جامعة هارفارد، أن يلتقي كل عرب المهجر في موضع واحد. كان يحلم بدولة واحدة يجتمع فيها العرب بعدما تشتتوا في العالم، هناك لن يضطهدهم أحد ولن يخيفهم أحد. سوف تكون دولة قوية لأنها ستمزج بين ما تعلموه في كل الحضارات.
بأسلوبه المتفرد، يصطحبنا د. أحمد خالد توفيق في روايته الجديدة «شآبيب» إلى رحلة ممتعة مليئة بالإثارة من النرويج إلى الولايات المتحدة، مرورا بليبيريا ومصر وأستراليا، قبل أن يستقر عند خط الاستواء. يطرح العديد من الأفكار الجريئة ليظل السؤال: هل يمكن لرجل واحد أن يُصلح العالم، حتى لو كان يؤمن بأنه الشخص المناسب الذي جاء في الزمن المناسب ليقوم بالمهمة المناسبة؟.

## وصلات خارجية
- آراء القراء حول رواية شآبيب  على موقع جود ريدز